# كرسي متحرك واقف

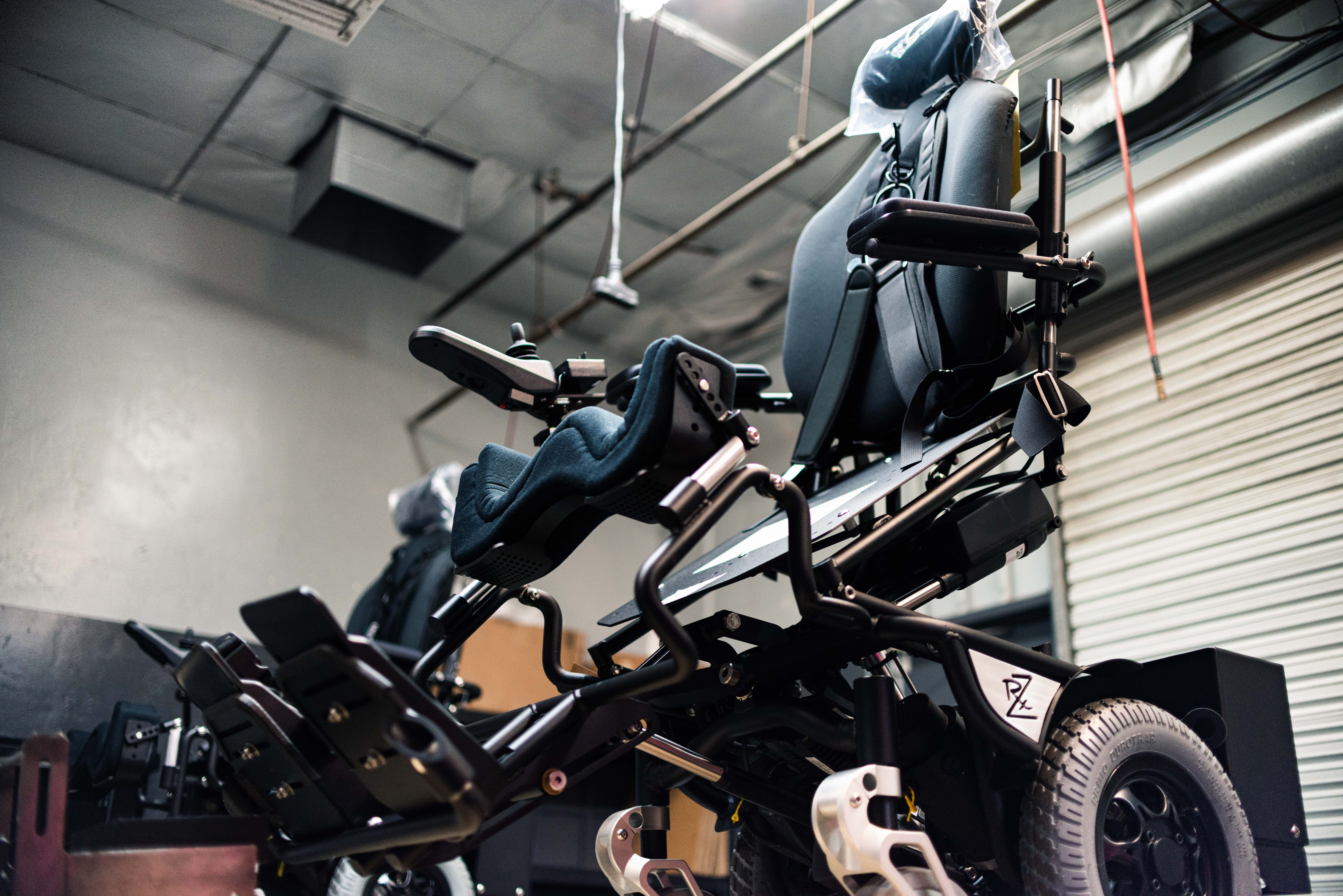
الكرسي المتحرك الواقف هو جهاز آلي يساعد مستخدمه على الانتقال من وضع الجلوس إلى وضع الوقوف وفي كثير من الأحيان العودة إلى الوضع المسطح إذا كان الكرسي لديه القدرة على القيام بذلك. تعتبر الكراسي المتحركة الدائمة شائعة بين الأفراد الذين يعانون من: ضمور العضلات والتصلب المتعدد وأمراض أخرى تؤثر على وظائف الحركة.

الكرسي المتحرك الواقف (المعروف أيضًا باسم الكرسي الواقف أو الحامل المتحرك أو الحامل) هو تقنية مساعدة تشبه الإطار الواقف والتي تسمح لمستخدم الكرسي المتحرك برفع الكرسي من وضع الجلوس إلى وضع الوقوف. حيث يدعم الكرسي المتحرك القائم الشخص في وضع الوقوف ويمكّنه من التفاعل مع الأشخاص والأشياء على مستوى العين.

## التصميم والوظيفة
مع أن جميعها تؤدي نفس الوظيفة الأساسية إلا أن هناك تنوعًا كبيرًا داخل الكراسي المتحركة الدائمة. فباعتبارها أجهزة مساعدة صممت الكراسي المتحركة الواقفة في المقام الأول وفقًا لاحتياجات مستخدميها. كما يمكن تشغيل آليات الرفع المدمجة إما يدويًا أو باستخدام أجهزة هيدروليكية تتراوح في القوة. ويمكن أيضًا تشغيل العجلات بالطاقة أو يدويًا. غالبًا ما تستخدم سبائك الفولاذ في الإنتاج لتحقيق التوازن بين المتانة والقوة والمرونة وخفة الوزن ومع ذلك تتوفر معادن أثقل وأخف وزنًا. تبنى نماذج محددة لاستخدامها بصفة منتظمة في حين تساعد نماذج أخرى في مهام محددة فقط. قد تقاد بعض الكراسي المتحركة الواقفة من وضع الوقوف ومع ذلك هناك مخاوف طبية من زيادة خطر الإصابة بكسور العظام أثناء القيادة بسبب وضع الساقين تحت حمل ثقيل.

## التشخيص والمستخدمين
يستخدم الكراسي المتحركة الواقفة أشخاص ذوي الإعاقات الخفيفة إلى الشديدة بما في ذلك: إصابة الحبل الشوكي وإصابة الدماغ الرضحية والشلل الدماغي والسنسنة المشقوقة وضمور العضلات والتصلب المتعدد والسكتة الدماغية ومتلازمة ريت ومتلازمة ما بعد شلل الأطفال والمزيد.
يستخدم الكراسي القائمة الأشخاص المصابين بالشلل النصفي والشلل الرباعي حيث تتوفر مجموعة متنوعة من خيارات الوقوف لتناسب الإعاقات الخفيفة إلى الشديدة.

## الفوائد الصحية
تشير العديد من الدراسات إلى أن الكراسي المتحركة الواقفة توفر فوائد صحية محددة مقارنة بنظيراتها غير الميكانيكية. وقد شملت بعض هذه الفوائد تحسين الدورة الدموية وزيادة كثافة العظام وانخفاض خطر الانقباضات وتشوهات الهيكل العظمي. يذكر العديد من الباحثين والمستخدمين على حد سواء أن الفوائد ليست جسدية فحسب - حيث أن النطاق الأكبر للحركة الذي توفره الكراسي المتحركة الميكانيكية الدائمة يسمح للمستخدمين بعيش حياة أكثر استقلالية مما يؤدي إلى تحسين الصحة العقلية ونوعية حياة أعلى.

## التوثيق والتمويل في الولايات المتحدة
قالب:Globalize section
تأتي الكراسي المتحركة الدائمة بأسعار يعتبرها الكثيرون غير متاحة وتتراوح أسعار الإصدارات الكهربائية ما بين 10 آلاف إلى 15 ألف دولار. وقد أدى هذا عدم القدرة على الوصول إلى دفع شركات التأمين إلى دمج هذه التكنولوجيا في خططها الحالية. ففي عام 2020 ناشد تحالف الاستقلال من خلال تعزيز الرعاية الطبية وميديكيد (آي تي إي أم) مراكز الرعاية الطبية والخدمات الطبية (سي أم أس) مطالبًا بتغطية كل من الكراسي المتحركة الدائمة والكراسي المتحركة ذات المقاعد المرتفعة كهربائيًا بموجب ميزة المعدات الطبية المعمرة. قبل هذا الطلب جزئيًا في مايو 2023 حيث قامت مراكز الخدمات الطبية والرعاية الصحية (سي أم أس) بدمج الكراسي المتحركة ذات المقاعد المرتفعة كهربائيًا في المزايا وزعمت أنه سينظر في الكراسي المتحركة الدائمة في المستقبل.
اعتبارًا من الآن قد يساعد برنامج ميديكير في تمويل جزء من تكلفة الكرسي المتحرك القائم بينما يختلف تمويل ميديكير من ولاية إلى أخرى في الولايات المتحدة. وتقوم العديد من شركات التأمين ومنظمات إعادة التأهيل المهني ومديري الحالات الطبية بتمويل الكراسي المتحركة القائمة بصفة متزايدة بسبب الفوائد الصحية طويلة الأمد ونوعية الحياة التي تأتي من الوقوف السلبي.

### التوثيق الفعال
من الممكن الحصول على تمويل (تمويل حكومي أو تأمين) للمعدات الدائمة ولكن عادة ما يتطلب مبررًا طبيًا وخطاب ضرورة طبية (وصفة طبية مفصلة) يكتبه معالج فيزيائي أو متخصص طبي.